# 赵燕 (足球运动员)
赵燕（1972年5月7日—），中国足球运动员，中国国家女子足球队成员，司职守门员。她曾代表中国参加2003年FIFA女子世界杯。她也参加了1998年亚洲运动会和2002年亚洲运动会，各获一枚金牌和一枚银牌。